# تاتسويا فوجي
تاتسويا فوجي (باليابانية: 藤竜也) هو ممثل ياباني، ولد في 27 أغسطس 1941 ببكين في الصين.

## الأعمال

### أفلام
| السنة | العنوان          | الدور      |
| ----- | ---------------- | ---------- |
| 1976  | في عالم الحواس   |            |
| 1978  | إمبراطورية العشق |            |
| 2017  | الضوء            | كيتاباياشي |

## روابط خارجية
- تاتسويا فوجي على موقع IMDb (الإنجليزية)
- تاتسويا فوجي على موقع ألو سيني (الفرنسية)
- تاتسويا فوجي على موقع ميوزك برينز (الإنجليزية)
- تاتسويا فوجي على موقع أول موفي (الإنجليزية)
- تاتسويا فوجي على موقع قاعدة بيانات الفيلم (الإنجليزية)
- تاتسويا فوجي على موقع كينوبويسك (الروسية)